# أندريه هال (لاعب كرة قدم أمريكية مواليد 1992)
أندريه هال (بالإنجليزية: Andre Hal)‏ هو لاعب كرة قدم أمريكية أمريكي، ولد في 30 مايو 1992 في بورت ألين في الولايات المتحدة.

## وصلات خارجية
- أندريه هال على موقع مرجع كرة القدم المحترفة.كوم (الإنجليزية)